# Impulsive
HMS Impulsive (D11) war ein Zerstörer der I-Klasse der britischen Royal Navy. Im Zweiten Weltkrieg wurde der Zerstörer mit den Battle Honours „Norway 1940“, „Dunkirk 1940“, „Arctic 1941–1944“, „Atlantic 1942–1943“, „Normandy 1944“ und „English Channel 1944“ ausgezeichnet.
Die Impulsive gehörte zu der Hälfte der Schiffe dieser Klasse, die als Minenleger ausgerüstet werden konnten; zwei Geschütze und die Torpedorohre mussten dann allerdings als Gewichtsausgleich für die Minenzuladung von Bord gegeben werden.
Beim Kriegsende in Europa diente der Zerstörer als U-Boot-Jäger und war in Portsmouth stationiert.

## Geschichte des Schiffes
Die Impulsive war einer der acht am 30. Oktober 1935 bestellten Zerstörer der I-Klasse, die weitgehend identisch mit den zuvor bestellten Zerstörern der G- und H-Klasse waren. Sie wurde mit dem Schwesterschiff Intrepid bei J. Samuel White in Cowes, Isle of Wight, in Auftrag gegeben. Die Kiellegung erfolgte am 29. Januar 1936 und der Stapellauf am 1. März 1937. In Dienst gestellt wurde die Impulsive am 29. Januar 1938 als letztes Schiff der Klasse. Sie war das erste Schiff der Royal Navy, das den Namen Impulsive erhielt. Die Fertigstellung des Schiffes hatte sich erheblich verzögert. Ursache waren Verzögerungen in der Lieferung der Hauptartillerie und die Belastung der Werft mit dem gleichzeitigen Bau der Zerstörer der Grom-Klasse für die Polnische Marine.
Der Zerstörer wurde zunächst gemeinsam mit seinen Schwesterschiffen der I-Klasse im Mittelmeer eingesetzt. Sie bildeten die „3rd Destroyer Flotilla“ der Royal Navy bei der Mediterranean Fleet. Nach Kriegsbeginn wurde die Flottille in die Gewässer um die Britischen Inseln zurückbefohlen.
Die Zerstörer sollten im Bereich der südwestlichen Zufahrtswege den Schiffsverkehr sichern und Jagd auf deutsche Unterseeboote machen. Für diese Aufgabe war auch der Flugzeugträger Courageous abgestellt worden, der sich am 17. September 1939 mit vier Schiffen der Flottille in See befand. Als der Funkspruch eines britischen Frachters einging, der den Angriff eines deutschen U-Boots meldete, starteten vom Träger vier Swordfish zur Unterstützung des Frachters. Dazu wurden der Flottillenführer Inglefield und die Intrepid zur Bekämpfung des U-Bootes entsandt, da die ASDIC-Geräte der Zerstörer keine Anzeichen eines Fahrzeugs in der Nähe feststellten. Am Abend gelang es U 29, zwei Torpedotreffer auf dem Träger zu erzielen, der sehr schnell sank. Während die Impulsive versuchte, die Schiffbrüchigen zu retten, griff die Ivanhoe das jetzt erkannte U-Boot erfolglos an. Bei der Rettung der Schiffbrüchigen beteiligten sich drei zivile Schiffe, darunter das niederländische Passagierschiff Veendam, das vierzehn Rettungsboote einsetzte. Insgesamt konnten 741 Mann gerettet werden. 518 Mann starben beim Untergang der Courageous.
Ab Ende Oktober 1939 wurde die Impulsive bei der Home Fleet in Scapa Flow eingesetzt und sicherte deren schwere Einheiten bei Vorstößen. Am 17. Januar 1940 schleppte der Zerstörer die durch eine Kollision in einem Norwegen-Geleit beschädigte Duncan nach Rosyth ein. Der Schleppzug wurde durch die Exmouth gesichert.

### Einsätze in der Nordsee und im Ärmelkanal
Der Zerstörer wurde anschließend der 20. (Minenleger)-Zerstörerflottille in Immingham zugewiesen und in Portsmouth zum Minenleger umgerüstet. Zu Beginn des Zweiten Weltkrieges legte diese Flottille defensive Minenfelder vor der britischen Küste und offensive Minenfelder in der Deutschen Bucht.
Im April 1940 sollte das Schiff andere Zerstörer decken, die im Rahmen der Operation Wilfred Minen in den Küstengewässern des damals noch neutralen Norwegen legen sollten. Danach war Impulsive als Eskorte des Schlachtkreuzers Renown eingesetzt, als dieser sich am 9. April 1940 vor dem Ofotfjord ein kurzes unentschiedenes Gefecht mit den deutschen Schlachtschiffen Scharnhorst und Gneisenau lieferte, die bei dem Unternehmen Weserübung als Fernsicherung dienten. Der Zerstörer selbst kam wegen der schlechten Witterung nicht zum Einsatz.
Ende Mai 1940 evakuierte der Zerstörer gemeinsam mit vielen anderen Schiffen die um Dünkirchen eingekesselten alliierten Truppen (Operation Dynamo). Dabei wurde er am 31. Mai 1940 durch deutsche Sturzkampfflugzeuge vor Dünkirchen beschädigt, konnte jedoch nach Großbritannien zur Reparatur der Schäden zurücklaufen. Der Zerstörer hatte bis dahin vier Fahrten erfolgreich durchgeführt und 2917 Soldaten nach England evakuiert.

Bis April 1941 diente der Zerstörer weiter als Minenleger und legte sowohl defensive wie offensive Minenfelder. Zuletzt war er mit Icarus und Intrepid gegen die neuen Stützpunkte der Deutschen am Kanal und in der Bretagne aktiv.
In Immingham erfolgte die Rückrüstung des Schiffes zu einem Zerstörer mit starker U-Boot-Abwehrfähigkeit.

### Nordmeer
Der Zerstörer Impulsive wurde der 3rd Destroyer Flotilla bei der Home Fleet zugeteilt, die sowohl die schweren Flotteneinheiten bei Vorstößen sichern sollte als auch Sicherungskräfte für die Nordatlantikkonvoys im Bereich der North Western Approaches stellte. Dazu kam im Sommer 1941 die Sicherung der Nordmeergeleitzüge, durch die die Sowjetunion mit Kriegsmaterial beliefert wurde. Sie begleitete den ersten dieser Geleitzüge mit dem Decknamen Dervish vom 21. August 1941 bis zu dessen Ankunft in Archangelsk am 31. August und gehörte auch zur Sicherung des zweiten Nordmeergeleitzuges PQ 1, der vom 29. September 1941 bis zum 11. Oktober unterwegs war. Ab dem 18. Oktober marschierte der Zerstörer zurück und sicherte mit der Escape den Schweren Kreuzer Suffolk. Eine Kette kleinerer Defekte im Laufe des Jahres führte Ende Dezember 1941 zu einer Grundüberholung der Impulsive bei Thornycroft in Woolston bei Southampton.
Erst im August 1942 war der Zerstörer wieder einsatzbereit. Der erste Einsatz erfolgte in der Nahsicherung des Geleitzug PQ 18, der nach dem weitgehenden Scheitern von PQ 17 von großer Bedeutung für die Unterstützung des sowjetischen Bündnispartners war. Bei diesem Einsatz gelang es der Besatzung der Impulsive am 16. September 1942, nordöstlich von Murmansk in der Barentssee das deutsche U-Boot U 457 zu versenken. Von den 40 Schiffen des Konvois gingen 13 verloren.
Die Nahsicherungsgruppe übernahm sofort das Rückgeleit QP 14. Impulsive und Fury wurden zeitweise detachiert, um den als Versorger vor Spitzbergen liegenden Tanker RFA Oligarch (6897 BRT, Bj. 1919) aufzunehmen und auf der Rückfahrt zu schützen. Das durch einen schweren Sturm weit auseinander getriebene Geleit wurde mit Hilfe des Radars des Schlachtschiffs der Ferndeckungsgruppe wieder zusammengeführt. Die Impulsive blieb nach Island bei den Schiffen des Geleits, die nach Großbritannien liefen. Sie sicherte diese Schiffe zusammen mit dem alten Zerstörer Worcester, der mit dem Tanker RFA Oligarch vor Spitzbergen gelegen hatte.
Da im Oktober kein Nordmeergeleitzug nach Murmansk stattfand, da viele Schiffe der Home Fleet zur Unterstützung der alliierten Landung in Nordafrika abgeordnet waren, gab es nur das Rückgeleit QP 15, dem die Impulsive zur Verstärkung der Geleitsicherung entgegenlief. Im November gehörte der Zerstörer dann zur Ferndeckungsgruppe des jetzt neubenannten Nordmeergeleits JW 51B um das Schlachtschiff Anson. Dieser Geleitzug wurde von der Kriegsmarine mit zwei Kreuzern und sechs Zerstörern angegriffen (siehe Schlacht in der Barentssee); die Ferndeckungsgruppe stand zu weit ab, um in das Gefecht eingreifen zu können.
Ab dem 21. Februar 1943 gehörte die Impulsive zum Fighting Escort Group des Nordmeergeleits JW 53 um den Flugabwehrkreuzer Scylla mit den Zerstörern Milne, der polnischen Orkan sowie Orwell, Opportune, Obedient, Obdurate und der Faulknor, Fury, Boadicea, Eclipse, Inglefield und Intrepid. Die Gruppe sicherte dann auch das Rückgeleit RA 53. Die negativen Erfahrungen mit den Sommergeleiten des Vorjahrs, die Bereitschaft der deutschen Kriegsmarine in Nordnorwegen und die Planungen der Alliierten im Mittelmeer führten im Sommer 1943 zum Verzicht auf Geleitzüge durch das Nordmeer.

Die Impulsive wurde dem Western Approaches Command zugeteilt, wo sie mit den Zerstörern Offa, Penn und Panther die 3. Support Group bildete. Derartige Gruppen wurden angegriffenen Konvois zur Unterstützung geschickt und ihre Einsatzgebiete bestimmten die erfolgreichen U-Boot-Rudel, so dass die Impulsive auch von Neufundland aus eingesetzt wurde. Während dieses Einsatzes bis Ende Mai 1943 verstärkte der Zerstörer kurzzeitig die Sicherungskräfte von acht verschiedenen Transatlantik-Konvois.
Nach einer kurzen Instandsetzung in Hull kam der Zerstörer wieder zur Home Fleet. Während des Winters 1943/44 folgten weitere Geleiteinsätze im Nordmeer ab November 1943 an den Geleitzügen JW 54A, RA 54B, JW 55B (dessen Entdeckung zum Auslaufen der Scharnhorst und zum Seegefecht vor dem Nordkap führte), RA 55B, RA 57, JW 58 und RA 58.

### D-Day
Im Mai 1944 nahm die Impulsive am Training für die Landung der Alliierten in der Normandie teil. Am ersten Tag der Landung hatte der Zerstörer auch Artillerieunterstützung für die Landungstruppen zu geben. Dann wurde er zur Sicherung des Landungsraums gegen U-Boot-Angriffe und zur Sicherung der Nachschubtransporte eingesetzt. Auch nach dem Ende der eigentlichen Landungsoperation (Operation Neptune) blieb der Zerstörer am Ärmelkanal stationiert und sicherte den Versorgungsverkehr über Portsmouth gegen U-Boot-Angriffe. Nach einer Überholung wurde die Impulsive im Oktober 1944 der in den südwestlichen Zugangswegen zu den Britischen Inseln operierenden „14th Escort Group“ zugeordnet. Als 1945 der Ärmelkanal als Schifffahrtsweg für die Versorgung der auf dem Kontinent vorrückenden alliierten Armeen an Bedeutung gewann, wurde die Impulsive der „8th Destroyer Flotilla“ in Portsmouth unterstellt. Nach Kriegsende besuchte die Impulsive am 14. Mai 1945 das befreite St. Peter Port auf Guernsey und begleitete am 7. Juni 1945 den Kreuzer Jamaica, mit dem der englische König George VI. die befreiten Kanalinseln besuchte.
Am 17. Juni 1945 wurde der Zerstörer in Harwich der Reserve zugeordnet und dann außer Dienst gestellt. 1946 wurde die Impulsive zum Abbruch verkauft, der schon im Januar 1946 in Sunderland begann, wohin der Zerstörer geschleppt wurde.